# Xenopus wittei
Espèce
Statut de conservation UICN

 LC  : Préoccupation mineure
Xenopus wittei est une espèce d'amphibiens de la famille des Pipidae.

## Répartition
Cette espèce rencontre entre 1 200 et 2 300 m d'altitude, :
- dans l'est du Nord-Kivu et du Sud-Kivu en République démocratique du Congo ;
- dans le sud-ouest de l'Ouganda ;
- au Rwanda.

## Étymologie
Cette espèce est nommée en l'honneur de Gaston-François de Witte.

## Publication originale
- Tinsley, Kobel & Fischberg 1979 : The biology and systematics of a new species of Xenopus (Anura: Pipidae) from the highlands of central Africa. Journal of Zoology, vol. 188, no 1, p. 69-102.